# تجرک (بشرویه)
تجرک یک منطقهٔ مسکونی در ایران است که در دهستان کرند واقع شده‌است. براساس سرشماری مرکز آمار ایران در سال ۱۳۹۵، تجرک ۴۴ نفر جمعیت دارد.